# Sowjetische Garde

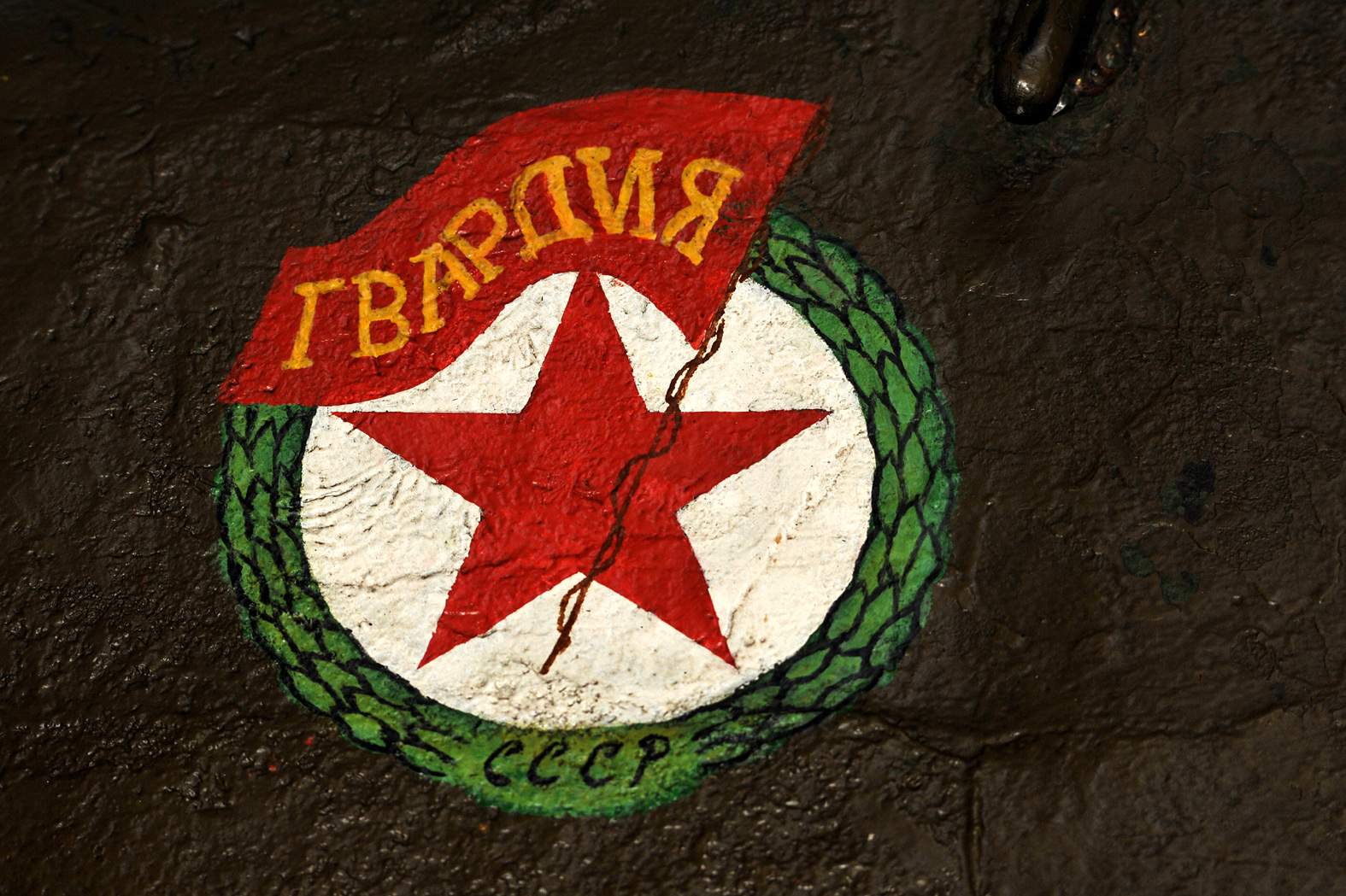
Gardestern auf einem Panzerturm

Als Sowjetische Garde (russisch Советская гвардия Sowetskaja gwardija) wurden militärische Einheiten der Sowjetarmee und der Sowjetmarine bezeichnet, die während des Zweiten Weltkrieges in der UdSSR mit diesem Titel ausgezeichnet wurden.

## Geschichte

### Entstehung
Während des Zweiten Weltkrieges wurde der Titel einer Gardeeinheit als eine Auszeichnung für sowjetische militärische Formationen als Anerkennung für besondere Leistungen wieder eingeführt.
Die Bezeichnung Gardeeinheit wurde mit dem Befehl Nr. 308 des Volkskommissars für Verteidigung am 18. September 1941 für Einheiten eingeführt, die im Kampf gegen die Wehrmacht besondere Leistungen erbracht hatten. Dies sollte die Soldaten der Sowjetarmee besonders motivieren. Am 21. Mai 1942 wurden für Soldaten der Gardeeinheiten besondere Rangabzeichen und ein Gardestern eingeführt, der an der rechten Brust zu tragen war. Im Juni 1943 wurde allen Heeres-Gardeeinheiten und 1944 den Marineeinheiten zusätzlich der Rotbannerorden verliehen.
Die ersten Einheiten, die diese Auszeichnungen erhielten, waren die 100., 127., 153. und 161. Schützen-Division, die in 1., 2., 3. und 4. Garde-Division umbenannt wurden. Zunächst wurden nur kleinere Einheiten zu Gardeeinheiten ernannt, aber im Laufe des Zweiten Weltkrieges wurden insgesamt elf reguläre Armeen und sechs Panzerarmeen zu Gardeeinheiten ernannt.

### Kalter Krieg
Im Kalten Krieg wurden keine Einheiten mehr zu Gardeeinheiten ernannt, dennoch blieben die bereits ernannten Einheiten besonders gut ausgerüstete und ausgebildete Truppenteile. Auch waren sie bevorzugt in den Grenzregionen der Staaten des Warschauer Pakts stationiert.

### Nach dem Ende der Sowjetunion
In der Russischen Föderation behielten die Einheiten ihren Titel als Gardeeinheit, wurden nun aber als Russische Garde bezeichnet. Die meisten der Einheiten wurden sehr schnell wegen Geldmangels aufgelöst.
Seit dem Jahr 2000 wird in Erinnerung an die Verdienste der sowjetischen Gardetruppen im Zweiten Weltkrieg in Russland der 2. September als Tag der Russischen Garde begangen.